# Protagoras (dialog)
Protagoras (Πρωταγόρας) – dzieło filozoficzne Platona, należące do tak zwanych dialogów wczesnych, opatrzone podtytułem: „Sofiści; dialog prowadzący.” Zasadniczą problematyką dzieła jest cnota i kwestia jej ewentualnej nauki. Pierwsze tłumaczenie „Protagorasa” na język polski opublikowane zostało w 1881 roku. Z 1923 roku pochodzi popularny przekład Władysława Witwickiego.
W dialogu biorą udział Sokrates oraz sofista Protagoras, urodzony około 486 roku p.n.e. Protagoras przebywał w Atenach dwukrotnie, to jest około 444 roku p.n.e. i około 432 roku p.n.e. Historycy wskazują drugą z powyższych dat jako datę rozmowy, która opisana została w dialogu (jeśli rzeczywiście miała ona miejsce). Protagoras jest uznanym sofistą, który jeździ po kraju i naucza, a za nauki pobiera opłaty.
Głównym przedmiotem dyskusji między Sokratesem a Protagorasem jest pytanie: czy cnoty można nauczyć? (czyli: czy to, co robi Protagoras ma w ogóle sens?) Sokrates twierdzi, że nie. Między dwoma mędrcami dochodzi w pewnym momencie rozmowy o cnocie (i jej częściach składowych) do sporu co do sposobu prowadzenia dysputy. Sokrates bowiem woli metodę indukcji, w której czuje się najlepiej (i z której słynie): krótkich (swoich) pytań i zwięzłych (rozmówcy) odpowiedzi. Protagoras natomiast woli wygłaszać dłuższe przemówienia, w których może pomóc sobie zabiegami retorycznymi udowodnić swoje tezy. Spór doprowadza do tego, że Sokrates chce przerwać rozmowę (zasłaniając się swoją nieumiejętnością w nadążaniu za długimi wywodami Protagorasa). Na prośbę słuchaczy obydwaj zgadzają się jednak kontynuować rozmowę, wypracowując coś w rodzaju pośredniego sposobu dyskutowania.
Protagoras wielokroć celnie punktuje argumenty Sokratesa tak, iż ten zmuszony jest uznać mądrość rozmówcy. To jeden z niewielu dialogów, o którym można powiedzieć, że Sokrates spiera się z człowiekiem, który potrafi mu dorównać. Sokrates ostatecznie jednak zgadza się z twierdzeniem, że cnoty można się nauczyć (na tym stanowisku od początku dialogu stał Protagoras). Jednak dochodzi do tego wniosku w zupełnie inny sposób niż Protagoras – Sokrates utożsamia cnotę z wiedzą, a tylko wiedzy można się nauczyć (więc i cnoty). Protagoras nie zgadzał się od początku na to, by cnota byłą wiedzą. Sokrates obnażył więc sprzeczność w tym co robi Protagoras: uczy tego, czego sam nie uznaje, że można nauczyć.
Platon wprowadza do dialogu również kilka postaci epizodycznych, np. przyjaciel Sokratesa (któremu filozof zdaje relację z rozmowy z Protagorasem), młody Hippokrates (pragnący zjednać sobie Protagorasa na nauczyciela) oraz Kallias, u którego gościł Protagoras. W dialogu pojawiają się również sofiści Hippiasz i Prodikos oraz uczeń Sokratesa Alkibiades (wywodzący się z zamożnego i szanowanego rodu ateńskiego, dowódca wojskowy w czasie wojny peloponeskiej).

## Przekłady
- Protagoras w tłumaczeniu Antoniego Bronikowskiego (1879)
- Protagoras w tłumaczeniu Stanisława Siedleckiego (1881)
- Protagoras w tłumaczeniu Władysława Witwickiego (1923) (Polona)
- Protagoras w tłumaczeniu Leopolda Regnera (1995)